# Chemiefaserkombinat

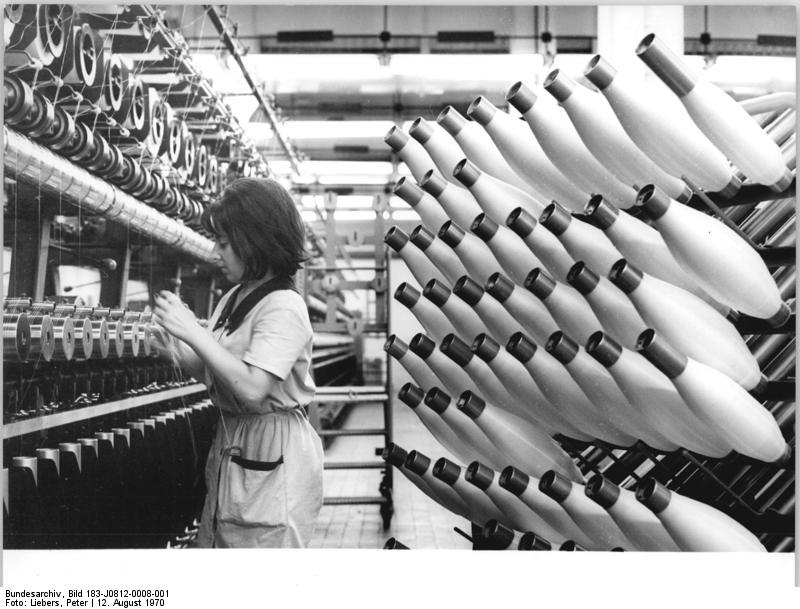
Spinnerei im Kombinat

Der VEB Chemiefaserkombinat „Wilhelm Pieck“ Schwarza (CFK) war ein Kombinat in der Deutschen Demokratischen Republik.
Die Betriebe des Kombinats produzierten Chemiefasern und daraus bestehendes Garn. In den Produktionswerken des CFK wurden unter anderem Fasern unter den Handelsnamen Dederon und Grisuten hergestellt.
Das Kombinat unterstand dem Ministerium für Chemische Industrie. Weitere zentral geleitete Kombinate im Zuständigkeitsbereich dieses Ministeriums sind in der Liste von Kombinaten der DDR aufgeführt.

## Geschichte
Das Kombinat entstand 1970 durch die Trennung des Industriezweigs der Chemiefaserproduktion von der fotochemischen Industrie, die zuvor in der VVB Chemiefaser und Fotochemie Wolfen vereinigt waren. Die fotochemische Industrie wurde in diesem Zuge im Fotochemischen Kombinat eingegliedert.
Im Zuge der Wende und der anschließenden Wiedervereinigung wurde das Kombinat 1990 in die Thüringischen Faser AG Schwarza (TFS) überführt und ab 1993 aufgelöst.

## Zugehörige Betriebe
Zum Kombinat gehörten zuletzt die folgenden Betriebe: 
- VEB Chemiefaserwerk „Wilhelm Pieck“ Schwarza; (Stammbetrieb)
- VEB Chemiefaserwerk „Friedrich Engels“ Premnitz
- VEB Chemiefaserwerk „Herbert Warnke“ Guben
- VEB Chemische Fabrik Finowtal
- VEB Kunstseidenwerk „Clara Zetkin“ Elsterberg
- VEB Kunstseidenwerk „Siegfried Rädel“ Pirna
- VEB Sächsische Zellwolle Plauen
- VEB Spinndüsenfabrik Gröbzig
- VEB Spinnstoffwerk „Otto Buchwitz“ Glauchau
- VEB Zellstoff- und Zellwollewerke Wittenberge